# Alasdowo
Alasdowo is een bestuurslaag in het regentschap Pati van de provincie Midden-Java, Indonesië. Alasdowo telt 5585 inwoners (volkstelling 2010).